# Заградителен огън
Заградителният огън, също заградогън, е вид артилерийски огън, използван внезапно за отразяване на атаките и контратаките на пехотата и танковете на противника на предварително набелязани и, като правило, пристреляни рубежи (участъци).
По направление относително фронта на собствените подразделения заградителеният огън се дели на фронтален и флангови. Дистанцията между най-близката граница на заградителния огън от своите подразделения, намиращи се извън укритията, гарантира безопасността на своите части. Дълбочината на участъка на заградителен огън достигат обикновено 150 – 200 метра. При излизането на противника от участъка на заградителен огън огъня се пренася на следващия рубеж. За унищожаване на въздушни цели заградителен огън може да използва и от зенитната артилерия и зенитните картечници.